# Ketelwald

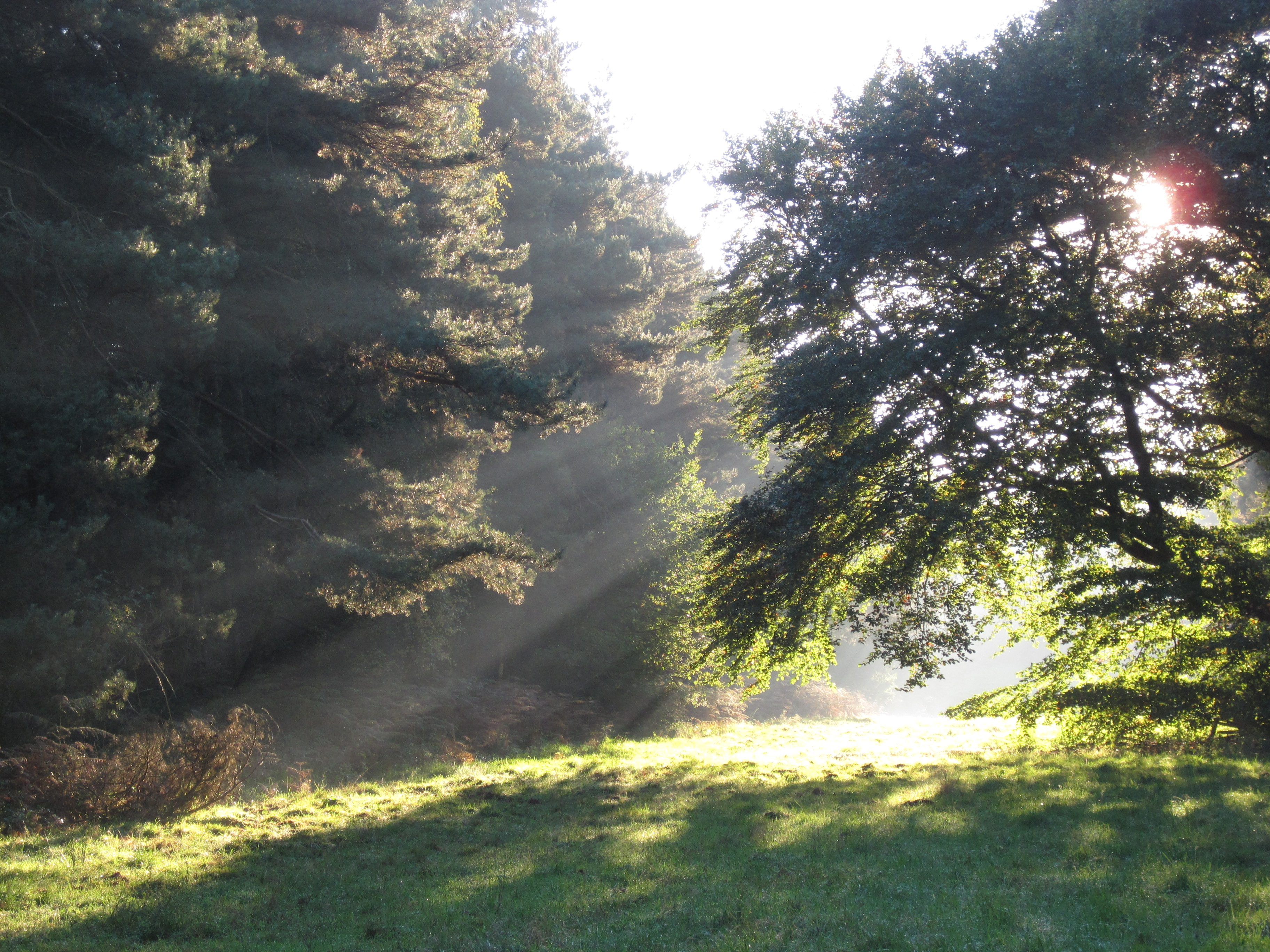
Natuur in het Reichswald, het tegenwoordige Duitse deel van het Ketelwald

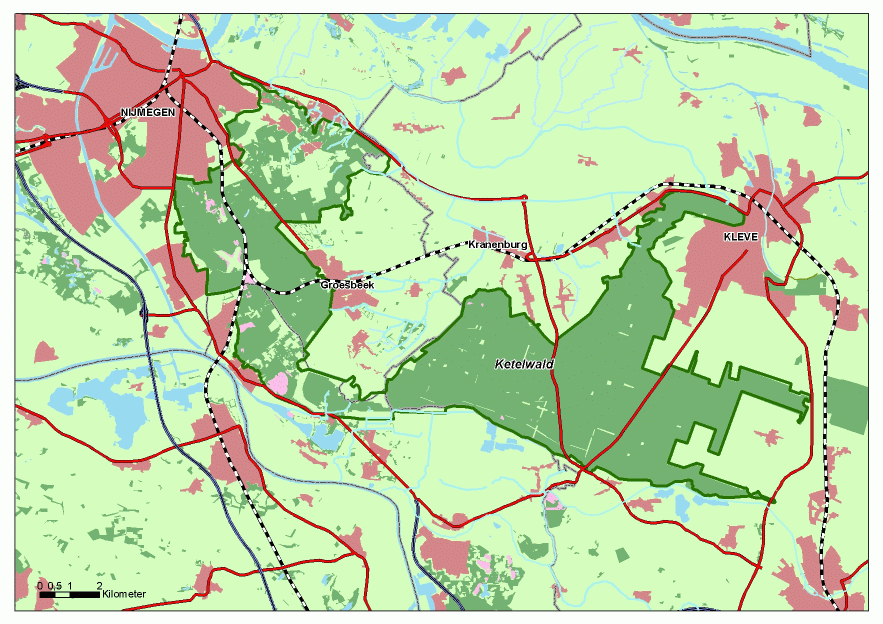
Locatie van het tegenwoordige Ketelwald

Het Ketelwald is de middeleeuwse benaming voor het eens aaneengesloten glooiende oerbosgebied dat zich uitstrekte van Nijmegen naar Xanten.

## Geschiedenis
Vondsten in het woud wijzen erop dat het Ketelwald van groot belang was voor de Romeinen. Dezen hebben veel sporen achtergelaten tijdens hun verblijf - tot ongeveer de 5e eeuw na Christus - nabij de Waal. Deze rivier vormde toentertijd een soort "grens" tussen het land van de Germanen en het Romeinse Rijk. Een van deze sporen is het hedendaags gereconstrueerde aquaduct dat in het gebied tussen Nijmegen, de Heilig Landstichting en Berg en Dal lag. De Romeinen hebben ook grote delen van het bos gekapt als brandstof voor de grote pottenbakkerijen die verspreid over het gebied gevestigd waren. Door bodemvondsten in de voormalige gemeente Groesbeek weten we dat het gebied ook veel gebruikt werd voor jagen, het ontginnen van bos en het aanbidden van goden.
In de late middeleeuwen waren er van het eens zo enorme bosgebied slechts restanten over, waarvan het grootste het Reichswald was. Tegenwoordig beslaat het bos nog zo'n 9.000 ha (90 km²). 
Het bos was eeuwenlang afwisselend bezit van de Heren van Gelre en Kleef die elk het bos in bezit wilden hebben, mede vanwege de strategische ligging. In 1543 viel het Ketelwald definitief uiteen toen het Hertogdom Gelre zijn zelfstandigheid verloor. Het hedendaags Nederlandse gedeelte werd Bourgondisch bezit en werd voortaan het Neder(rijks)wald genoemd. Het tegenwoordig Duitse deel, het Reichswald of Ober(reichs)wald, was achtereenvolgens bezit van de hertog van Kleef, de keurvorsten van Brandenburg, de koning van Pruisen en daarna van Pruisen en Noordrijn-Westfalen.
De naam Reichswald is tot op de dag van vandaag blijven bestaan en het bos is vrijwel volledig in bezit van Noordrijn-Westfalen. Aan de Nederlandse kant is de benaming Nederrijkswald verloren gegaan, omdat het bos in de 19e eeuw opgesplitst werd en in delen (percelen) verkocht. Vandaar ook dat tegenwoordig het eigendom aan de Nederlandse kant nog steeds sterk versnipperd is. De grootste eigenaar is Staatsbosbeheer (Groesbeekse Bos en Duivelsberg), gevolgd door Natuurmonumenten (St. Jansberg, Mookerheide en de bossen rond Mook).

## Naamgeving
De naam Ketelwald komt van ketila of kelkt, daarmee werd het bos in een aantal middeleeuwse oorkonden aangeduid. De precieze betekenis hiervan is niet bekend. Met "ketel" zou een vruchtbare depressie bedoeld kunnen worden (als in het Keteldal in Beek), maar het kan ook te maken hebben met de Keltische benaming voor vee, ketila. In de meeste bossen werd in die tijd vee gehouden. Een andere mogelijkheid is dat ketel een verbastering is van Kessel, een plaatsje ten zuiden van het tegenwoordige Reichswald.